# Gimarom
Gimarom Invest este o companie care deține un lanț de distribuție și montare a geamurilor auto din România.
Compania are sediul la Cluj-Napoca, este deținută de grupul Gima din Ungaria, și avea în februarie 2008 un lanț de magazine cu 21 de locații.
În februarie 2008, Pilkington Automotive, companie britanică membră a grupului nipon Nippon Sheet Glass (NSG), a preluat grupul Gima, devenind proprietarul Gimarom.
NSG Group produce și comercializează sticlă plană sub sigla Pilkington, rețeaua de producție cuprinzând 27 de state, iar cea de vânzari 130, și a avut vânzări globale de 5,7 miliarde dolari în anul financiar încheiat în martie 2007.